# بکارلار (گول‌آغاچ)
بکارلار (به ترکی استانبولی: Bekarlar) یک منطقهٔ مسکونی در ترکیه است که در گول‌آغاچ واقع شده‌است.